# Stanton Jerrold Peale
Stanton Jerrold Peale (Indianápolis, 23 de janeiro de 1937 – Santa Bárbara, Califórnia, 14 de maio de 2015) foi um astrofísico e planetologista estadunidense. Foi professor emérito da Universidade da Califórnia em Santa Bárbara.

## Carreira
Stanton Jerrold Peale obteve um Ph.D. em astronomia na Universidade Cornell em 1965, orientado por Thomas Gold.